# بورکینافاسو
بورکینافاسو (به انگلیسی: Borkinafaso) کشوری در غرب آفریقا است که از شمال و غرب با مالی و از شرق با نیجر و از جنوب با بنین، توگو، غنا و ساحل عاج همسایه است. پایتخت آن واگادوگو است و جمعیت آن حدود ۲۵ میلیون نفر است. نام قدیم این کشور ولتای علیا بود. ۶۰ درصد مردم این کشور مسلمان هستند، ضمن این که ۲۳ درصد مسیحی و بقیه پیرو ادیان بومی می‌باشند. زبان رسمی این کشور، فرانسوی بوده است و مدتی پس از روی کار آمدن ابراهیم ترائوره، زبان رسمی کشور از فرانسوی به زبان محلی بورکینافاسو تغییر پیدا کرده است.

## تاریخ

پرچم ولتای علیا (۱۹۸۴–۱۹۵۹)

بورکینافاسو در گذشته مستعمره فرانسه بود. در دوران مستعمراتی، این کشور نقش ذخیره نیروی کار برای مستعمرات توسعه یافته‌تر جنوب را داشت. از زمان کسب استقلال در ۱۹۶۰، این کشور، که در سال ۱۹۸۴ در نخستین سالگرد به قدرت رسیدن توما سانکارا نامش به بورکینافاسو تغییر یافت، تاریخ سیاسی متلاطمی با یک سری کودتاهای نظامی داشته است.
توما سانکارا به سازماندهی و اجرای اصلاحات گسترده برای ریشه‌کن کردن فقر، افزایش تولید کشاورزی، حمایت از کارگران در برابر کارفرمایان عمدتاً خارجی، مبارزه با استعمار و ترویج سوادآموزی و آموزش اجباری همگانی و به‌ویژه دختران شهرت دارد.
سانکارا در دهه‌های ۸۰ و ۹۰ قرن بیستم و زمانی که اندیشه‌های چپ جهان سوم‌گرا و خلقی همچنان در کشورهای در حال توسعه آفریقایی محبوب بود، به دلیل تلاش‌های «خستگی‌ناپذیر» و اندیشه‌های انترناسیونالیستی و ضد استعمارگرا و در نهایت مرگ در نبرد با مخالفان، به چه‌گوارای آفریقا معروف شده بود.
فرمانده سانکارا در جریان یک کودتای نظامی در سال ۱۹۸۷ جان خود را از دست داد اما دولت کودتاگران همواره قتل او را انکار و دلیل مرگ را «طبیعی» عنوان کرد. بلز کمپائوره، همرزم قدیمی سانکارا، پس از قتل توما سانکارا تا سال ۲۰۱۴ حاکم مطلق و بلامنازع این کشور بود.
پس از فشار برای آزادی (۱۹۹۰ و ۱۹۹۱) قانون اساسی جدیدی در ۱۹۹۱ وضع شد و در ۱۹۹۲ نظام چند حزبی دوباره بر قرار گشت.

### معضل افراط گرایی
«مارک کریستیان کابوره» رئیس‌جمهوری بورکینافاسو از زمان انتخاب مجددش در نوامبر ۲۰۲۱ با مخالفت فزاینده‌ای به ویژه در سرکوب گروه‌های افراطی  روبرو بوده است. بورکینافاسو در سال‌های گذشته کشور آرامی بود، اما شورش‌های مکرر گروه‌های افراطی به ویژه القاعده و داعش، این کشور را به ورطه بحران کشانیده است.
گروه‌های افراط‌گرا، از جمله برخی که در ارتباط با داعش از سال ۲۰۱۴ قرار دارند، در منطقه ساحل قاره آفریقا فعالیت می‌کنند. این منطقه پنج کشور بورکینا فاسو، مالی، موریتانی، نیجر و چاد را دربر می‌گیرد. برای مهار این تهدیدها دولت‌های منطقه‌ای با کمک کشورهای غربی از جمله فرانسه تلاش زیادی کرده‌اند.
در حالی که بسیاری از شهروندان بورکینافاسو برای مقابله با گرسنگی و بیماری به کمک سازمان‌های فعال در امور بشردوستانه نیاز دارند، حضور گروه‌هایی که با القاعده یا داعش در ارتباط هستند باعث شده است تا ده‌ها مرکز ارائه‌دهنده خدمات پزشکی در بورکینافاسو تعطیل شود.
فرانسه در سال‌های گذشته از افزایش حمایت‌های نظامی این کشور به کشورهای آفریقایی که با گروه‌های جهادی درگیر هستند، خبر داده بود. حملات گروه‌های جهادی در بورکینافاسو از سال ۲۰۱۵ میلادی حدود ۱۴۰۰ کشته و بیش از ۱ میلیون آواره برجای گذاشته است.

## سیاست

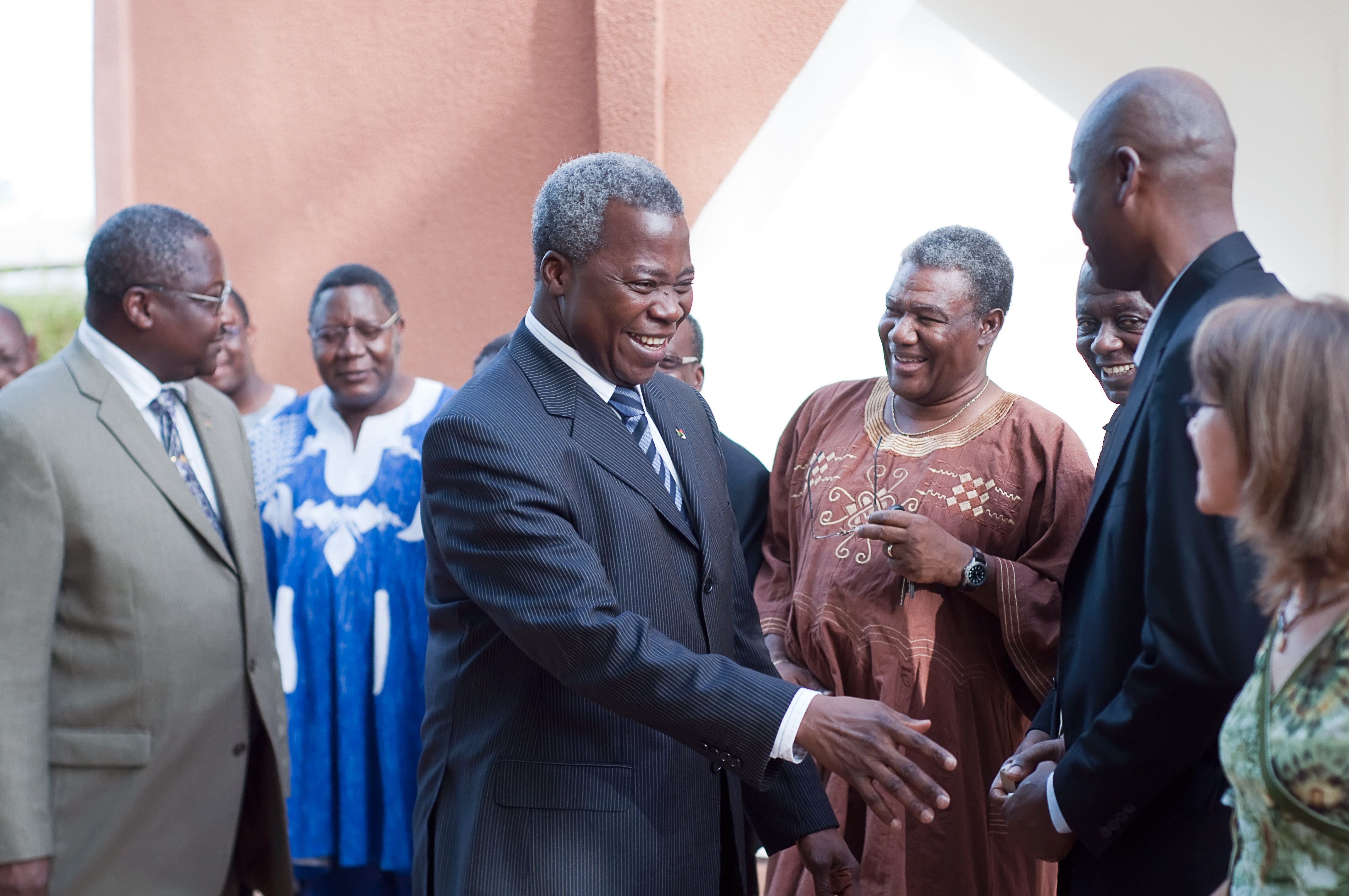
ترتیوس زونگو، سیاستمدار اهل بورکینافاسو

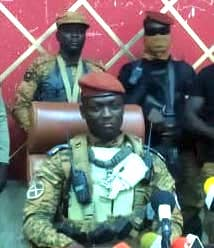
ابراهیم ترائوره رئیس‌جمهور بورکینوفاسو

در قانون اساسی انتخابات با رای تمامی افراد بالغ برای مجمع ۷۷ نفره هر چهار سال و برای ریاست جمهوری هر هفت سال تصریح شده است. اعضای مجلس نمایندگان به‌طور غیر مستقیم انتخاب می‌شوند. حزب عمده سیاسی (ائتلاف) جبهه مردمی (FP) است.
مجلس ملی بورکینافاسو از ۱۲۷ مقام منتخب تشکیل شده است. مجلس بر اساس نظام تک مجلسی تشکیل می‌شود و مدت تصدی قوه مقننه ۵ سال است. رئیس فعلی پارلمان آلسان بالا ساکنده است. رئیس دولت یک رئیس‌جمهور منتخب مستقیم است. از دسامبر ۲۰۱۵ روک مارک کریستین کابوره رئیس‌جمهور بود تا این‌که در ژانویه ۲۰۲۲ توسط ارتش سرنگون شد. او پیش از این بین سال‌های ۱۹۹۴ تا ۱۹۹۶ در زمان رئیس‌جمهور بلز کامپائوره، که در سال ۱۹۸۷ پس از کودتای توماس سانکارا، رئیس‌جمهور وقت به قدرت رسید، به عنوان نخست‌وزیر خدمت کرده بود. کامپائوره در سال ۲۰۱۰ برای چهارمین بار به عنوان رئیس‌جمهور انتخاب شد، اما در سال ۲۰۱۴ پس از اعتراضات خشونت‌آمیز استعفا داد. ریاست دولت بر عهده نخست‌وزیر است. از دسامبر ۲۰۲۱ تا ژانویه ۲۰۲۲، این فرد لاسینا زربو بود که توسط رئیس‌جمهور کابوره منصوب شد.
انتخابات پارلمانی و ریاست جمهوری به‌طور جداگانه برگزار می‌شود. در انتخابات پارلمانی سال ۲۰۰۷، ۵۰ حزب در سراسر کشور ظهور کردند. مشارکت ۵۶ درصدی رای‌دهندگان وجود داشت و انتخابات توسط حدود ۴۰۰۰ ناظر ملی و بین‌المللی دنبال شد. CDP، حزب رئیس‌جمهور سابق کمپائوره، با کسب ۷۳ کرسی از ۱۱۱ کرسی، با اکثریت مطلق در انتخابات پیروز شد.

## جغرافیا

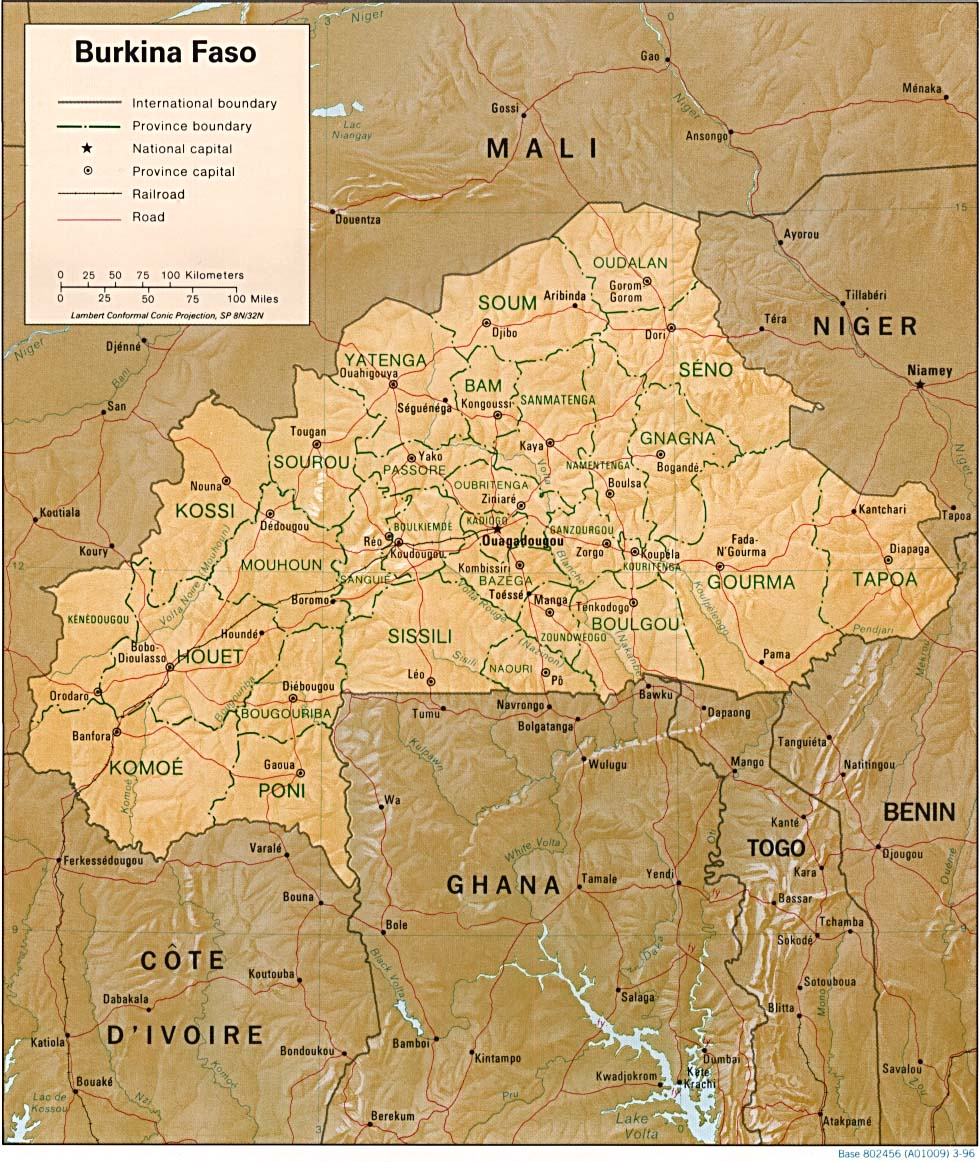

این کشور فقیر که در جنوب صحرای بزرگ آفریقا واقع شده است، کشوری است محصور در خشکی که دشت‌های پهناور آن فاقد هرگونه پوشش گیاهی مناسب است. این کشور متشکل از فلات‌هایی با ارتفاع تقریبی ۵۰۰ متر می‌باشد.
- رودهای مهم: موهون (ولتای سیاه)، ناکامیه (ولتای سفید)، نازینون (ولتای سرخ)
- بلندترین نقطه: قله تما با ارتفاع ۷۴۹ متر
- اقلیم: اقلیم خشک و داغ است و فقط در علفزار استوایی جنوب میزان بارندگی (۱۰۰۰ میلی‌متر) کافی است. شمال کشور نیمه کویری است.

## تقسیمات کشوری
- Boucle du Mouhoun
- Cascades
- Centre
- Centre-Est
- Centre-Nord
- Centre-Ouest
- Centre-Sud
- Est
- Hauts-Bassins
- Nord
- Plateau-Central
- Sahel
- Sud-Ouest

## اقتصاد

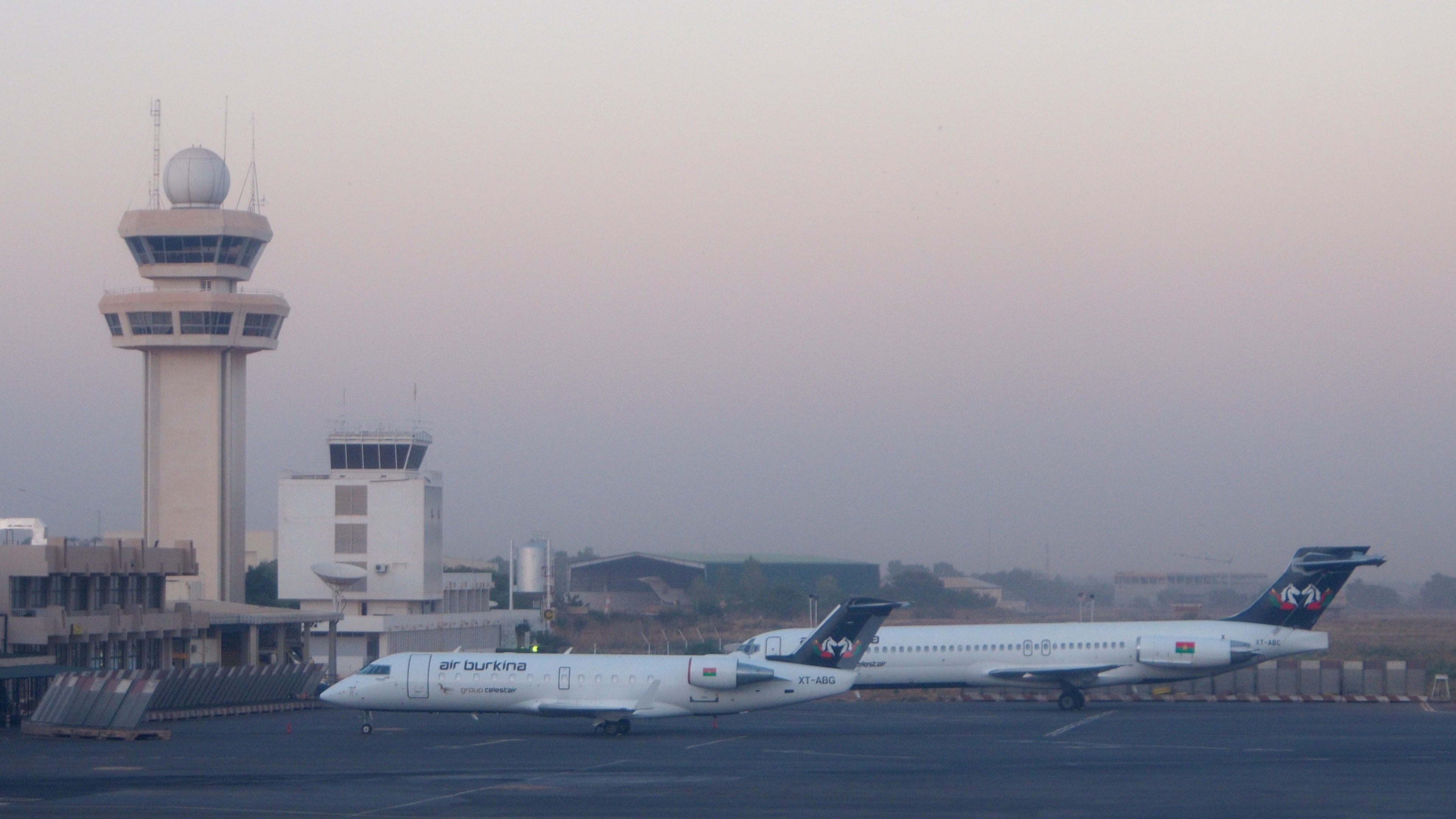
ایر بورکینا یک شرکت هواپیمایی بورکینافاسویی

بورکینافاسو یکی از فقیرترین کشورهای جهان، در دو دهه گذشته گرفتار خشکسالی شدید بوده است.
دامداران چادرنشین و کشاورزانی که در حد معیشت زراعت می‌کنند، عمدتاً کشت ذرت خوشه‌ای، نیشکر و ارزن را انجام می‌دهند، قسمت اعظم جمعیت را تشکیل می‌دهند. بورکینافاسو اقتصاد خود را برپایه کشاورزی و دامپروری بنا نهاده است.
بورکینافاسو همچنین پنبه، منگنز و روی صادر می‌کند. طلا، منگنز، فسفر و روی بخشی از گنجینه‌هایی است که در اعماق زمین در بورکینافاسو یافت می‌شود. صنعت معدن، رکن مهمی در اقتصاد این کشور است.
معدن طلای «باگاسی» در غرب بورکینافاسو، یکی از هشت معدن طلای این کشور است. گروه کانادایی موسوم به «راکس گولد» کار استخراج طلا از این معادن را انجام می‌دهد و طلا تبدیل به اولین محصول صادراتی بورکینافاسو شده است. درآمد حاصل از صادارت طلا در سال ۲۰۱۵ میلادی، معادل ۲۵۵ میلیون یورو گزارش شد. کارشناسان مستقل معتقدند که شرکت امنیتی واگنر در کودتاهای اخیر در کشورهای مالی و بورکینافاسو که صاحب معادن بزرگ طلا هستند، دخالت داشته است. مدیر و یکی از سهامداران اصلی شرکت امنیتی واگنر به نام یوگنی پریگوژین از نزدیکان ولادیمیر پوتین، رئیس‌جمهوری روسیه است.
بر اساس گزارش فائو در سال ۲۰۱۹ تعداد دام زنده موجود در بورکینافاسو به این شرح بوده است: گوسفند (۱۰٫۶ میلیون) - خوک (۲٬۵۸۷٬۰۰۰) - بز (۱۶ میلیون) - گاو (۱۰ میلیون) - شتر (۲۰٬۰۰۰)

## فرهنگ

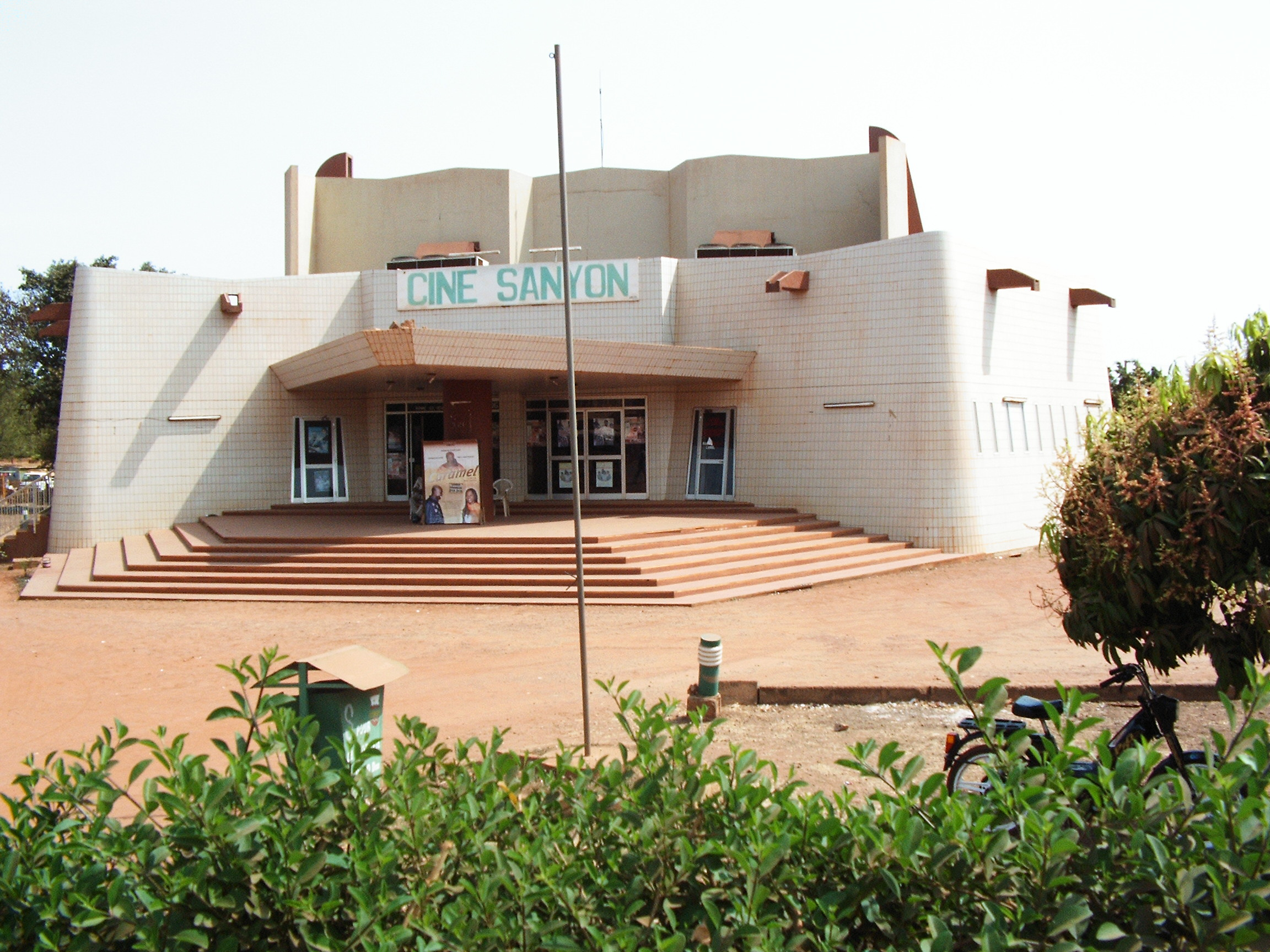
سینمای سانیون

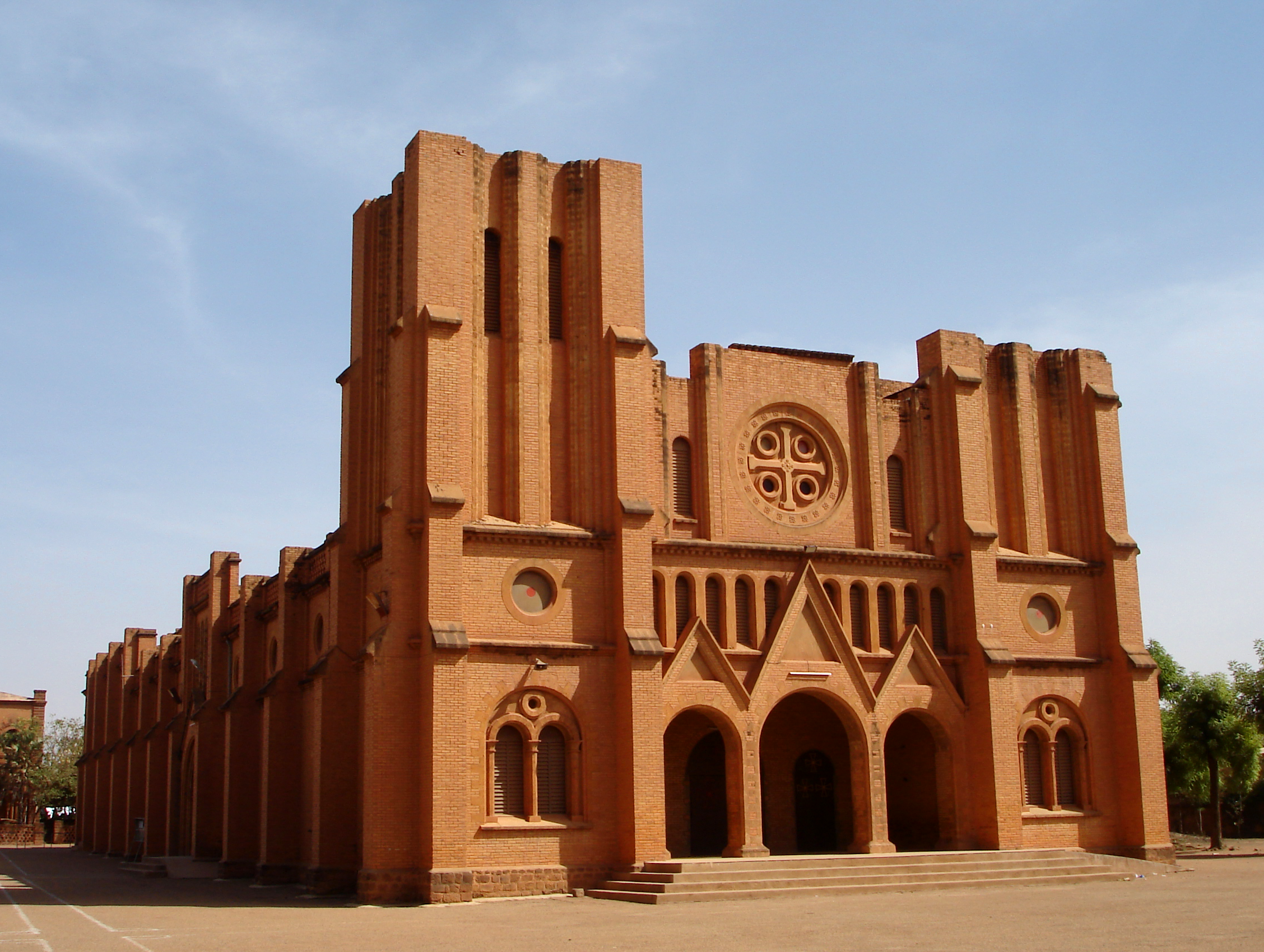
کلیسای اواگا

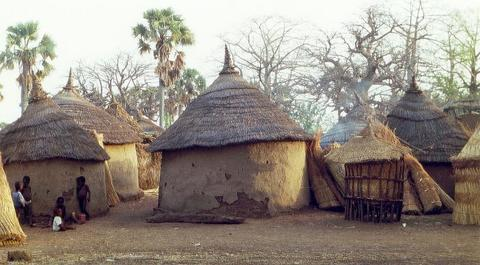
روستایی سنتی در جنوب شرق بورکینافاسو

آنچه تاکنون در مورد چگونگی ورود اسلام به کشور گفته و نوشته شده است، از ورود این دین توسط بازرگانان و مبلغان نیجر، مالی و غنا به شهرهای جنوب، شمال غربی و شرق کشور حکایت می‌کند.
در سال‌های دهه ۱۹۲۰ م، فرمانده اداره امور ولتای علیا (نام پیشین بورکینافاسو)، در گزارشی به فرمانده مستعمرات غرب آفریقا در داکار، از هسته‌های اسلامی شهرهای بوبودیولاسو، شرکت بعضی از مسلمانان در آیین حج و رواج کلاس‌های آموزش قرآن خبر داد.
مذهب در این سرزمین مؤلفه‌ای مهم و مؤثر در رفتارهای اجتماعی مردم به‌شمار می‌آید. جامعه این کشور، شاهد برخی فعالیت‌های اجتماعی است که انگیزه‌های مذهبی دارند؛ بنابراین، دین و مذهب، نفوذ درخور توجهی در عرصه اجتماعی دارد.
از سوی دیگر، با توجه به نوع حکومت، تصمیم‌ها، رفتارها و سیاست‌های دولتمردان در زمینه‌های گوناگون سیاسی و اقتصادی، ارتباطی با ملاحظات مذهبی ندارد و دولتمردان حتی‌الامکان می‌کوشند از ورود رهبران مذهبی به مسائل سیاسی با انگیزه‌های دینی و مذهبی جلوگیری کنند.
برخی از تشکیلات مذهبی، از نظر دولت به رسمیت شناخته شده‌اند و در مراسم رسمی از نمایندگان آن‌ها دعوت می‌شود. این گروه‌ها عبارتند از: تیجانیه، جماعت اسلامی، وهابیون، احمدیه.
فرقه تیجانیه، یکی از تشکیلات بانفوذ و دارای پیروان پرشمار در بورکینافاسو به‌شمار می‌رود. این فرقه نزدیک به هشتاد سال پیش توسط فردی به نام «ابوبکر مایگا» از قبیله مارانشی در بورکینافاسو پایه‌گذاری شد.
مایگا به مرور به تبلیغ و نشر دین اسلام پرداخت و در نتیجه تلاش‌های وی، افرادی به دین اسلام گرویدند.
یکی دیگر از رهبران تیجانیه در بورکینافاسو، «شیخ محمد مایگا» بود. وی فرزند بزرگ شیخ ابوبکر بود که به جای پدر، رهبری جریان تیجانیه را به عهده گرفت. با تلاش وی، دولت فرقه تیجانیه را به رسمیت شناخت.
یکی دیگر از تشکل‌های اسلامی در بورکینافاسو جنبش وهابیت است. این جنبش در دهه ۱۹۶۰ م توسط فردی به نام «محمد کوته»، که به تجارت با بازرگانان سعودی مشغول بود، از طریق شهر بوبو وارد بورکینافاسو شد. وی با برخورداری از حمایت و امکانات مالی عربستان، به جذب پیروان بیشتر در بورکینافاسو پرداخت.
فرقه احمدیه، فعالیت خود را در سال ۱۹۸۹ م به‌طور رسمی در واگادوگو آغاز کرد. رئیس این فرقه، «شیخ محمد ادریس» و معاون وی، «تاریک محمود» (هر دو پاکستانی‌تبار) نام دارد.

## آموزش
- میزان با سوادی: ۱۸٫۲ ٪ (۱۹۹۰).
- سنین تحصیل اجباری: ۷ تا ۱۴ سال.
- تعداد دانشگاه: ۶. (۲۰۰۰)

## نیروهای مسلح
- کل نیروهای مسلح: ۸۷۰۰ (۱۹۹۱).
- خدمت سربازی: اجباری نیست.

## مشخصات آماری

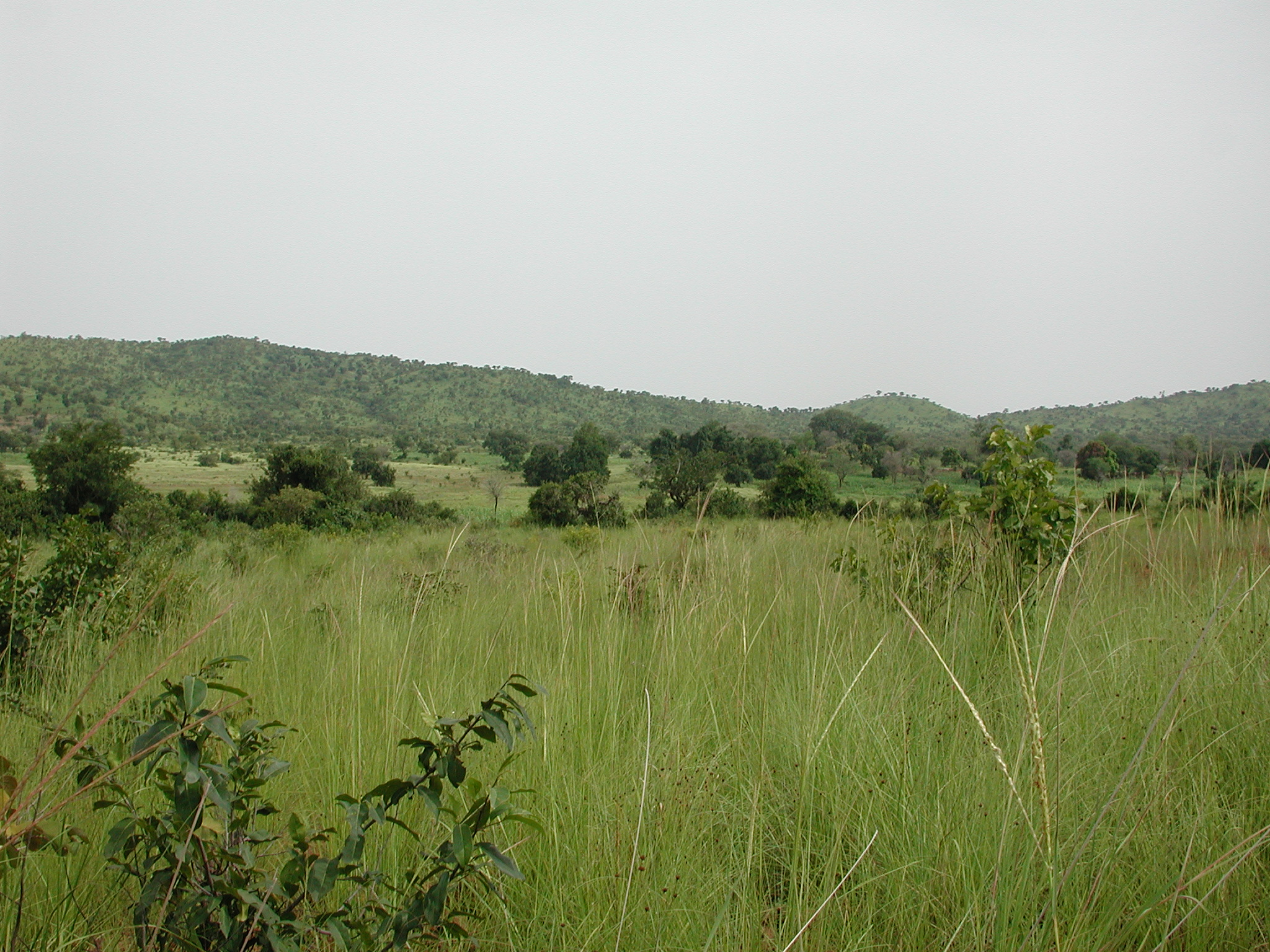

- نام رسمی: بورکینافاسو (Burkina Faso) (ولتای علیای سابق)
- عضو: سازمان ملل متحد، سازمان وحدت آفریقا، جامعه اقتصادی کشورهای غرب آفریقا
- مساحت: ۲۷۴٬۰۰۰ کیلومتر مربع
- خط ساحلی: خط ساحلی ندارد
- مختصات جغرافیایی: ۱۳ درجه شمالی و ۲ درجه غربی
- جمعیت: ۲۰٫۸۳۶٫۰۰۰ نفر (برآورد ۲۰۲۰)
- پایتخت: اوآگادوگو (۱٬۰۸۶٬۰۰۰ نفر)
- شهرهای عمده: بوبو دیولاسو (۳۶۰٬۰۰۰ نفر)، کودوگو(۸۷٬۰۰۰ نفر)، اوهایویا (۶۱٬۰۰۰ نفر)، بانفورا (۶۰٬۰۰۰ نفر)
- زبان: فرانسوی (رسمی)، موسی، فولانی
- مذهب: اسلام(۶۰٪)، مسیحیت(۲۳٪) و عقاید محلی(۱۵٪)
- امید طول عمر: ۴۷٬۲ سال
- رشد سالانه جمعیت: ۲٬۵۷ ٪ درصد
- واحد پول: فرانک Communaute Financiere Africaine franc